# 中華料理の切り方一覧
本稿では中華料理の切り方一覧（ちゅうかりょうりのきりかたいちらん）として、中華料理における切りかたを紹介する。
中華料理の料理名には、主材料、調理法、味付け、切り方といった情報が含まれている。例えば腰果鶏丁の「丁」は食材（この場合は鶏）の切り方を表している。
中華料理においては、漠然とした切り方の表現はしない。調理法により食材の大きさ、長さなどは決まっており、『論語』の「郷党篇」にも「割不正、不食（切り方が間違っていたら、食べない）」と記されている。

## さまざまな切り方
片（ピエン）
薄切り。日本料理の切り方ではそぎ切りに相当する。
食材の繊維に沿って切るのが特徴となる。
絲（スー）
細切り。千切り。
糸のように細く切る。なお「絲」は「絹糸」の意味である。
幅や大きさをそろえることが肝要であり、繊維を断ち切らないよう、繊維に沿って切ると食感を活かせる。
短時間で食材に火を通したいときに適した切り方である。
青椒肉絲などで知られる。
丁（ディン）
賽の目切り。
1cmから2cm角くらいの大きさに切りそろえる。様々な食材に用いられ、食材によって火の通り方を調整するために大きさは変わってくる。
5mm角程度に小さく切る場合には、小丁と呼ばれる。
條（ティヤオ）
拍子木切り。
条とも。食材を棒状に切る。長さは5cmから6cm程度、厚さは6㎜から8mm程度にそろえる。絲と同様に繊維に沿って切ると食感を活かせると共に、火を通したときに崩れないようできる。
野菜だけでなく、イカや魚、肉を切るときに使われることが多い。
塊
ぶつ切り。
末、鬆
みじん切り。
末（モォ）
中華料理の基本的な切り方で特に基本となる切り方。鬆、米、片、丁よりも細かく切る。粒の大きさをそろえるのも重要。
茸（ロン）
食材を刻んだり、すりつぶして弾性、粘性の強い状態にすること。
水分が多い野菜、デンプンを含む野菜、穀類、木の実、魚肉など多くの食材が「茸」にされる。山芋や里芋などでは、「茸」にすると栄養価を高めたり、栄養の吸収率を向上させる効果もある。
段（ドワン）
小口切り。
細長い物をぶつ切りにするときに使われる。繊維を断ち切るように切ると食感に違いを出すことができる。
日本ではぶつ切りは長さもそろえずに切るイメージもあるが、中華料理では大きさをある程度そろえて切る。
葱段などとして使用される。
方（ファン）、象眼（シャンイェヌ）
日本料理の色紙切りに近い。
切った後に薄い小さい四角形になる切り方。方は正方形に、象眼は菱形になるように切る。
竜（ロン）
じゃばら切り。
付け合わせのキュウリやダイコン、ニンジンなどを美しく飾り付けるために用いられている技法。
切り落とさないように、食材の片面から薄く斜めに包丁を入れて、裏面にも同様に包丁を入れる。広げると蛇腹のようになる。
紋（ウェン）
鹿の子切り、松笠切り。
食材の表面に網の目のような切れ込みを入れること。味が食材に染み込みやすくするためや、食べやすくするために行なう。
イカ、アワビ、貝柱などの海鮮や肉類のほか、ナス、ダイコン、カブといった野菜にも施される。